# Сезон ФК «Арсенал» (Київ) 2001—2002
У другому колі 11 чемпіонату України замість команди ЦСКА грав новостворений Арсенал Київ. Каноніри перейняли турнірне становище попередників на 10 сходинці. Армійська команда продовжила свої виступи у пешій лізі замість ЦСКА-2. На перших порах Арсенал не мав своїх власних гравців. Футболісти, що виступали у другому колі були на контрактах у ЦСКА. Городяни використовували гравців на підставі угоди, за якої ЦСКА був фарм-клубом Арсеналу. Київська міська рада забов'язадась погасити усі борги ЦСКА на правах правонаступника власника підприємства. Однак не все йшло так, як передбачав батько Арсеналу Олександр Омельненко. Приміром, перед матчем 23 туру із Ворсклою футболісти вийшли на поле лише після особистого гарантування Президента ФФУ Григогія Суркіса, що клуб розрахується перед гравцями по заробітній платі.

## Чемпіонат України
| № туру | Дата            | Господарі  | Гості           | Рахунок | Голи «Арсеналу» | Стадіон            | Глядачів | Протокол                            |
| 16     | 3 березня 2002  | Металург З | Арсенал         | 2-0     |                 | «Авто ЗАЗ»         | 5 800    | ???                                 |
| 17     | 25 березня 2002 | Арсенал    | Таврія          | 0-0     |                 | НСК «Олімпійський» | 15 000   | ???                                 |
| 18     | 31 березня 2002 | Металург М | Арсенал         | 1-2     | Йокшас (2)      | «Іллічівець»       | 10 000   | ???                                 |
| 19     | 8 квітня 2002   | Арсенал    | Дніпро          | 0-1     |                 | НСК «Олімпійський» | 5 000    | ???                                 |
| 20     | 13 квітня 2002  | «Шахтар»   | «Арсенал»       | 2-0     |                 | «Шахтар»           | 32 000   | [недоступне посилання з липня 2019] |
| 21     | 21 квітня 2002  | Арсенал    | Динамо          | 0-1     |                 | НСК «Олімпійський» | 18 000   | ???                                 |
| 22     | 27 квітня 2002  | Закарпаття | Арсенал         | 2-1     | Косирін (п)     | «Авангард»         | 3 100    | ???                                 |
| 23     | 7 травня 2002   | Арсенал    | Ворскла         | 0-0     |                 | НСК «Олімпійський» | 1 500    | ???                                 |
| 24     | 12 травня 2002  | Кривбас    | Арсенал         | 1-0     |                 | «Металург»         | 8 500    | ???                                 |
| 25     | 18 травня 2002  | Арсенал    | Карпати         | 0-0     |                 | НСК «Олімпійський» | 2 000    | ???                                 |
| 26     | 25 травня 2002  | Металург Д | Арсенал         | 2-1     | Косирін (п)     | «Металург»         | 2 500    | ???                                 |
| 27     | 3 червня 2002   | Арсенал    | Поліграфтехніка | 2-0     | Кирлик, Овеков  | ЦСКА               | 500      | ???                                 |
| 28     | 11 червня 2002  | Арсенал    | Металіст        | 1-1     | Мальцев         | ЦСКА               | 2 000    | ???                                 |

## Кубок України
У розіграші Кубку України 2001-2002 київський ЦСКА здолав криворізький Кривбас (0:1 та 4:1) та стадії 1/8 фіналу, але у чверть фіналі поступився дніпропетровському Дніпру, перший матч завершивня у нічию (0:0). У матчі-відповіді у Києві після основного та додаткового часу рахуток також залишився невідкритим, але у серії пісдяматчевих пенальті сильнішими виявились гості – 3:4. Отже, кияни вибули із подальшого розіграшу, тож новостворений Арсенал у весінній частині Кубку не грав.

## Гравці
В таблиці наведено лише тих футболістів, які зіграли за команду хоча б один матч у другому колі. Всього було задіяно 19 гравців. Усі 13 поєдинків зіграли троє футболістів — Кернозенко, Мікадзе та Кирлик. При чому Кернозенко зіграв усі матчі від початку до кінця. Капітаном команди був Микола Волосянко, у двох мачтах за його відсутності капітанську пов'язку надягав ще один досвідчений футболіст — Андрій Анненков. До поєдинків було залучено чотирьох лнгіонерів — Осипов (Росія), Йокшас (Литва), Овеков (Туркменістан), Мікадзе (Грузія).
| Гравці «Арсенала» в 2002 році | Гравці «Арсенала» в 2002 році | Гравці «Арсенала» в 2002 році | Гравці «Арсенала» в 2002 році | Гравці «Арсенала» в 2002 році | Гравці «Арсенала» в 2002 році | Гравці «Арсенала» в 2002 році | Гравці «Арсенала» в 2002 році |
| №                             | Країна                        | Амплуа                        | Футболіст                     | Ігри                          | М'ячі                         |                               |                               |
| ----------------------------- | ----------------------------- | ----------------------------- | ----------------------------- | ----------------------------- | ----------------------------- | ----------------------------- | ----------------------------- |
| 1.                            | Україна                       | ГК                            | В'ячеслав Кернозенко          | 13                            | −13                           | 0                             | 0                             |
| 2.                            | Грузія                        | З                             | Леван Мікадзе                 | 13                            | 0                             | 4                             | 0                             |
| 3.                            | Україна                       | З                             | Андрій Анненков               | 11                            | 0                             | 0                             | 0                             |
| 4.                            | Україна                       | З                             | Олександр Мальцев             | 12                            | 1                             | 1                             | 0                             |
| 5.                            | Україна                       | З                             | Сергій Ревут                  | 6                             | 0                             | 1                             | 0                             |
| 6.                            | Україна                       | З                             | Сергій Білозор                | 13                            | 0                             | 2                             | 0                             |
| 7.                            | Україна                       | З                             | Микола Волосянко (к)          | 11                            | 0                             | 3                             | 0                             |
| 8.                            | Україна                       | З, П                          | Олександр Клименко            | 6                             | 0                             | 0                             | 0                             |
| 9.                            | Україна                       | З                             | Володимир Поліщук             | 10                            | 0                             | 0                             | 0                             |
| 10.                           | Україна                       | З                             | Олег Поляруш                  | 1                             | 0                             | 0                             | 0                             |
| 11.                           | Україна                       | П                             | Андрій Кирлик                 | 13                            | 1                             | 1                             | 0                             |
| 12.                           | Україна                       | П                             | Сергій Ткаченко               | 12                            | 0                             | 3                             | 0                             |
| 13.                           | Україна                       | П                             | Руслан Костишин               | 12                            | 0                             | 1                             | 0                             |
| 14.                           | Україна                       | П                             | Володимир Бондаренко          | 9                             | 0                             | 3                             | 0                             |
| 15.                           | Україна                       | Н                             | Олександр Косирін             | 10                            | 2                             | 1                             | 0                             |
| 16.                           | Україна                       | Н                             | Олексій Осіпов                | 6                             | 0                             | 0                             | 0                             |
| 17.                           | Литва                         | Н                             | Андрюс Йокшас                 | 8                             | 2                             | 1                             | 0                             |
| 18.                           | Україна                       | Н                             | Роман Пахолюк                 | 1                             | 0                             | 0                             | 0                             |
| 19.                           | Туркменістан                  | Н                             | Гуванчмухамед Овеков          | 6                             | 1                             | 1                             | 0                             |

## Інше

Форма команди у 2002 році від Nike

Тренерський штаб, як і керівництво підприємства залишились у спадок від ЦСКА. До кінця сезону тренером залишався Олег Кузнєцов, під час міжсезоння його замінив В'ячеслав Грозний. А от керівництво клубу пропрацювало довше — до осені 2002 року. Почесним президентом був народний депутат України Олександр Данильчук, але де-факто клубом керував генеральний директор Олег Ніколаєв.

### Стадіон та відвідуваність
Із 2002 року домашньою ареною клубу є НСК «Олімпійський». Попри обіцянки Олександра Омельченка звести для Арсеналу сучасний стадіон та навчально-тренувальну базу, місто своїх зобов'язань не виконало. З семи проведених поєдинків на Олімпійському кияни зіграли п'ять. Два останні матчі каноніри зіграли на арені своїх попередників — стадіоні ЦСКА. Домашні матчі відвідало 44 тисячі глядачів, що становить в середньому 6 тисяч за матч. Найбільше глядачів відвідало матч Арсенал — «Динамо» — 18 тисяч (рекорд), найменше поєдинок з «Поліграфтехнікою» — 500 (антирекорд). Найбільша кількість глядачів у виїзному матчі відвідало поєдинок з «Шахтарем» — 32 тисячі (рекорд).